# Josef Stanek (Gewerkschafter)

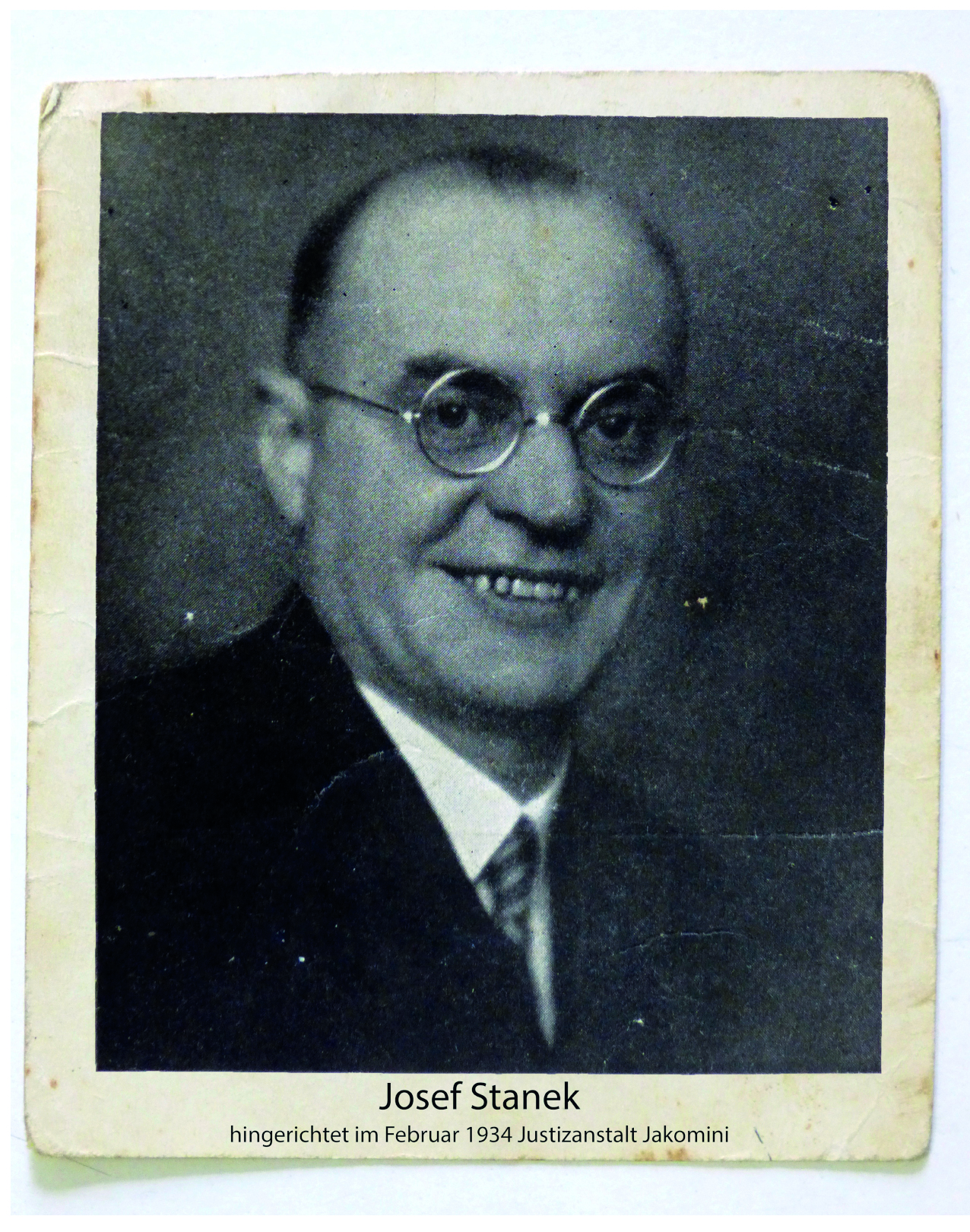
Abbildung von Josef Stanek

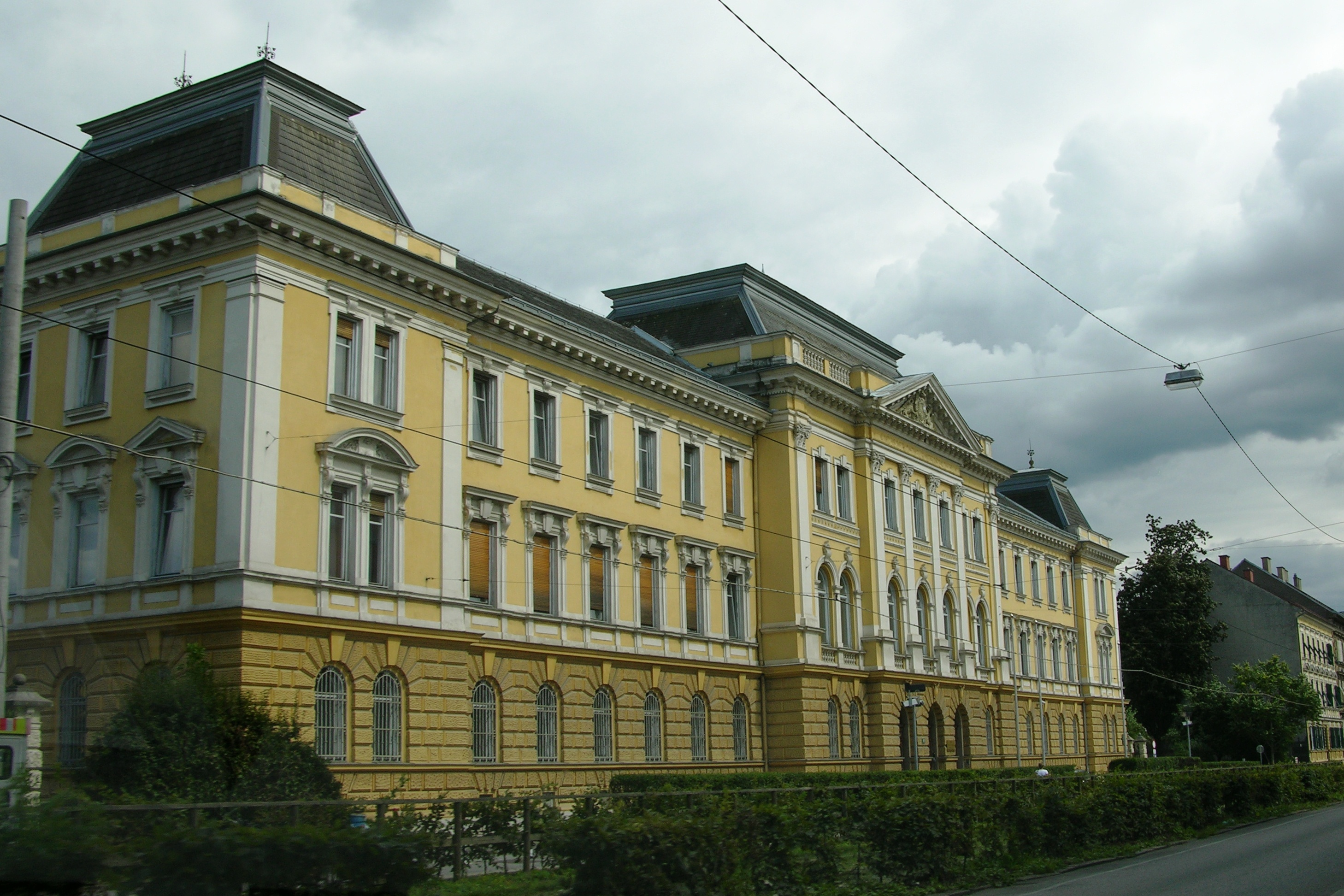
Landesgericht Graz, in dessen Hof Josef Stanek am Würgegalgen hingerichtet wurde.

Josef Stanek (* 26. Mai 1883 in Wien; † 17. Februar 1934 in Graz) war ein österreichischer Politiker und Metallarbeitergewerkschafter. Er gehört zu jenen neun Personen, die nach den Februarkämpfen 1934 zum Tode verurteilt und hingerichtet wurden.

## Biographie

### Tätigkeit
Nach dem Ersten Weltkrieg war Josef Stanek in Wiener Neustadt tätig. Später war er Stadtrat und Sekretär der steirischen Arbeiterkammer in Graz, wo er für Rechtsschutz-Angelegenheiten zuständig war. Daneben hatte er einige Funktionen in der Gewerkschaft sowie im Umfeld der SDAP inne. Wegen seiner Aktivitäten für die Sozialdemokratie war er bereits 1920 und 1925 wegen „politischer Untriebe“ bestraft worden, zwei weitere Verfahren hatte man vorzeitig eingestellt. Inwieweit Stanek auch aktiver Schutzbundführer war, ist nicht abschließend geklärt.

### Februarkämpfe 1934
Am Tag nach den Kämpfen am 12. Februar wurde Stanek in seiner Wohnung in Graz verhaftet. Bei seiner Vernehmung am 14. Februar gab er an, den Vormittag des 12. Februar in seinem Büro in der Arbeiterkammer verbracht zu haben. Während der Mittagspause sei er auf der Straße Koloman Wallisch begegnet, der ihn über Kämpfe in Linz und die Ausrufung eines  Generalstreiks informiert habe. Danach sei er nach Hause gegangen und habe einen Nervenzusammenbruch erlitten.
Der Standgerichtsprozess gegen Stanek sowie die Mitangeklagten  Johann Mörth und Erich Wogg begann am 16. Februar. Als Zeugen waren lediglich Kriminalbeamte und Staneks Ehefrau Wilhelmine, die sich der Aussage entschlug, zugelassen. Dem Bericht des Kriminalbeamten Alfred Raab zufolge habe sich Stanek zu der vom Schutzbund bereits besetzten Wachstube in der Hackhergasse begeben und dort eine Rede gehalten. Auf dem Mariahilferplatz (Stadtteil Lend) sei es wenig später zwischen Angehörigen des Schutzbundes und Kriminalbeamten zu einem Wortwechsel sowie zu einer Schießerei gekommen. Nach dem Bericht Raabs blieb unklar, ob Stanek dabei selbst schoss. Die Angeklagten Mörth und Wogg, die wegen Beteiligung an den Kämpfen um die Hirtenschule und dem Schienenwalzwerk in Gösting vor Gericht standen, belasteten Stanek mit ihren Aussagen schwer. Nach vorübergehender Unterbrechung wurde der Prozess am  17. Februar fortgeführt. Das Urteil für Stanek lautete schließlich "schuldig im Sinne der Anklage" und damit Tod durch den Strang.
Auf Ersuchen wurde Stanek eine dritte Stunde bis zur Urteilsvollstreckung gewährt, um eine Begnadigung beim Bundespräsidenten erwirken zu können. Justizminister Kurt Schuschnigg entschied jedoch, den Antrag nicht an den Bundespräsidenten weiterzuleiten. In der Ablehnung des Gnadengesuches heißt es: "Der Herr Bundesminister für Justiz hat sich dafür entschieden, im vorliegenden Fall keinen Gnadenantrag zu stellen, weil es sich um einen Führer handelt und nach einer Mitteilung des Landeshauptmannes in Steiermark dort abschreckende Wirkung noch nicht erreicht ist." Die Hinrichtung Staneks fand um 16 Uhr im Hof des Landesgerichtes Graz am Würgegalgen statt. Als Scharfrichter fungierte nicht Johann Lang, sondern Julius Fuchs aus Eggenberg. Dieser war ein  Prosekturdiener am Anatomischen Institut der Grazer Universität, der sich freiwillig für diese Aufgabe zur Verfügung gestellt hatte. Am Tag der Verurteilung und Hinrichtung Staneks in Graz wurde in Steyr der Sozialdemokrat Josef Ahrer ebenfalls zum Tod verurteilt und hingerichtet.

### Mordfall Fuchs  1934
Eine Woche nach der Hinrichtung Josef Staneks kam es in Zusammenhang damit zu einem Mordfall. Am 21. März 1934 wurde in Graz die Leiche des Angehörigen des Freiwilligen Schutzkorps Johann Fuchs aus der Mur gezogen. Die Leiche des vierfachen Vaters wies eine Schusswunde am Hinterkopf auf. Die Polizei ging bei ihren Ermittlungen davon aus, dass der Mord eigentlich Julius Fuchs, dem Scharfrichter Staneks, galt und der Schutzkorpsmann Johann Fuchs nur aufgrund einer Namensverwechslung getötet worden war.

## Familie

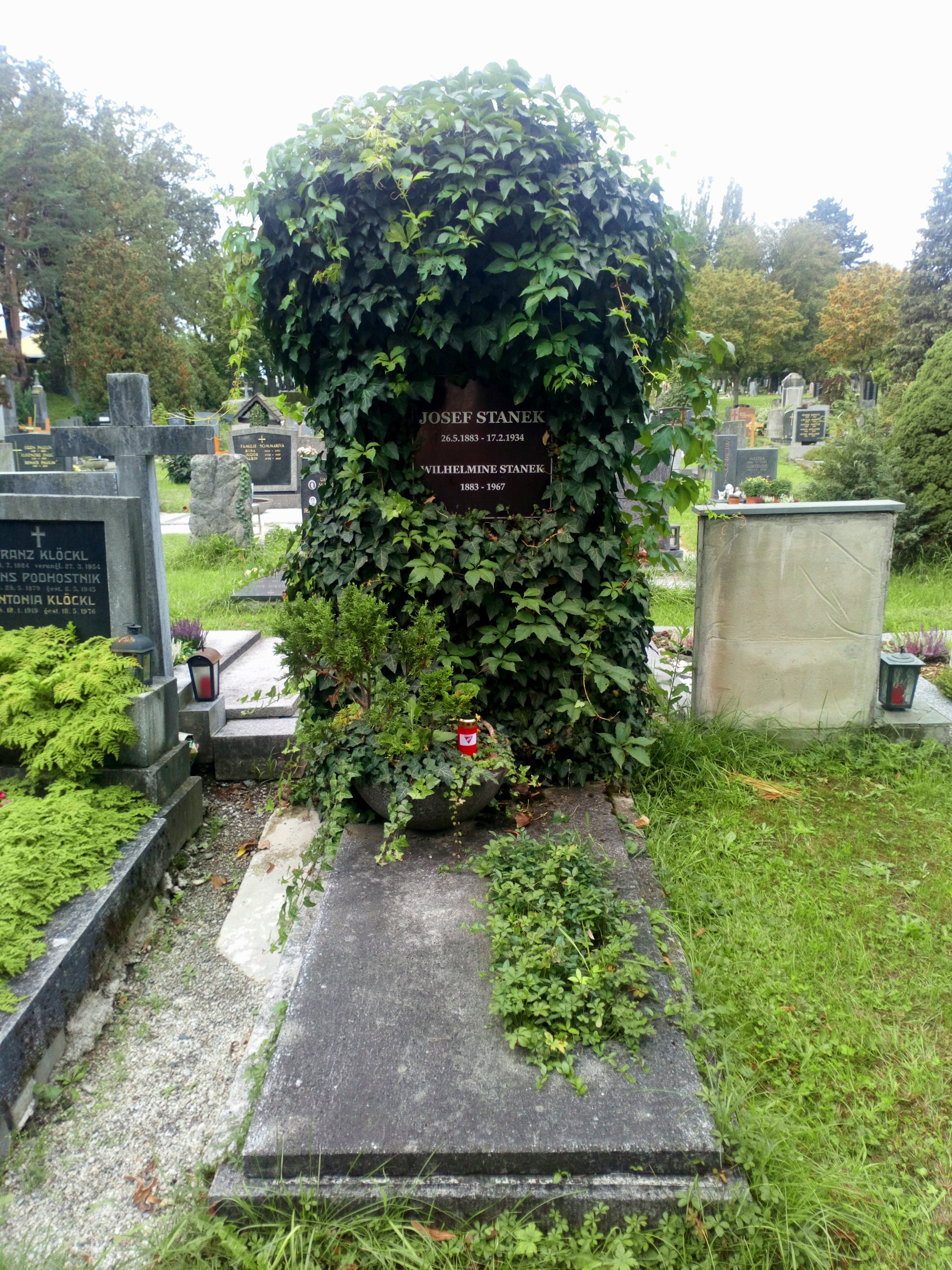
Grab von Josef Stanek und seiner Ehefrau Wilhelmine auf dem Grazer Zentralfriedhof

Josef Staneks Witwe Wilhelmine wurde per Beschluss des Grazer Stadtrates vom 7. Juni 1962 mit dem Titel Bürgerin der Stadt Graz ausgezeichnet. Sie starb am 27. Juni 1967.
Josef Stanek und seine Ehefrau Wilhelmine sind auf dem Grazer Zentralfriedhof bestattet.
Josef und Wilhelmine Stanek hatten einen Sohn, Josef Stanek junior (1911–1938). Dieser war ab 1928 Mitglied der SDAP und Kompaniekommandant im Grazer Schutzbund. Im Herbst 1934 wurde er in Wien verhaftet und in das Anhaltelager Wöllersdorf eingewiesen. Nach seiner Freilassung 1935 wanderte er zunächst in die Tschechoslowakei und dann in die Sowjetunion aus, wo er eine Russin heiratete. 1936 wurde er dort verhaftet, 1938 wegen "konterrevolutionärer trotzkistischer Tätigkeit" zum Tode verurteilt und erschossen. 1990 wurde Josef Stanek junior rehabilitiert.

## Gedenken
2007 wurde eine Gedenktafel für Josef Stanek im Eingangsbereich der Volkshochschule Graz  (Hans-Resel-Gasse 6, 8020 Graz) angebracht. In Kapfenberg-Hafendorf ist die Josef-Stanek-Gasse nach ihm benannt.